# Miradouro dos Flamengos

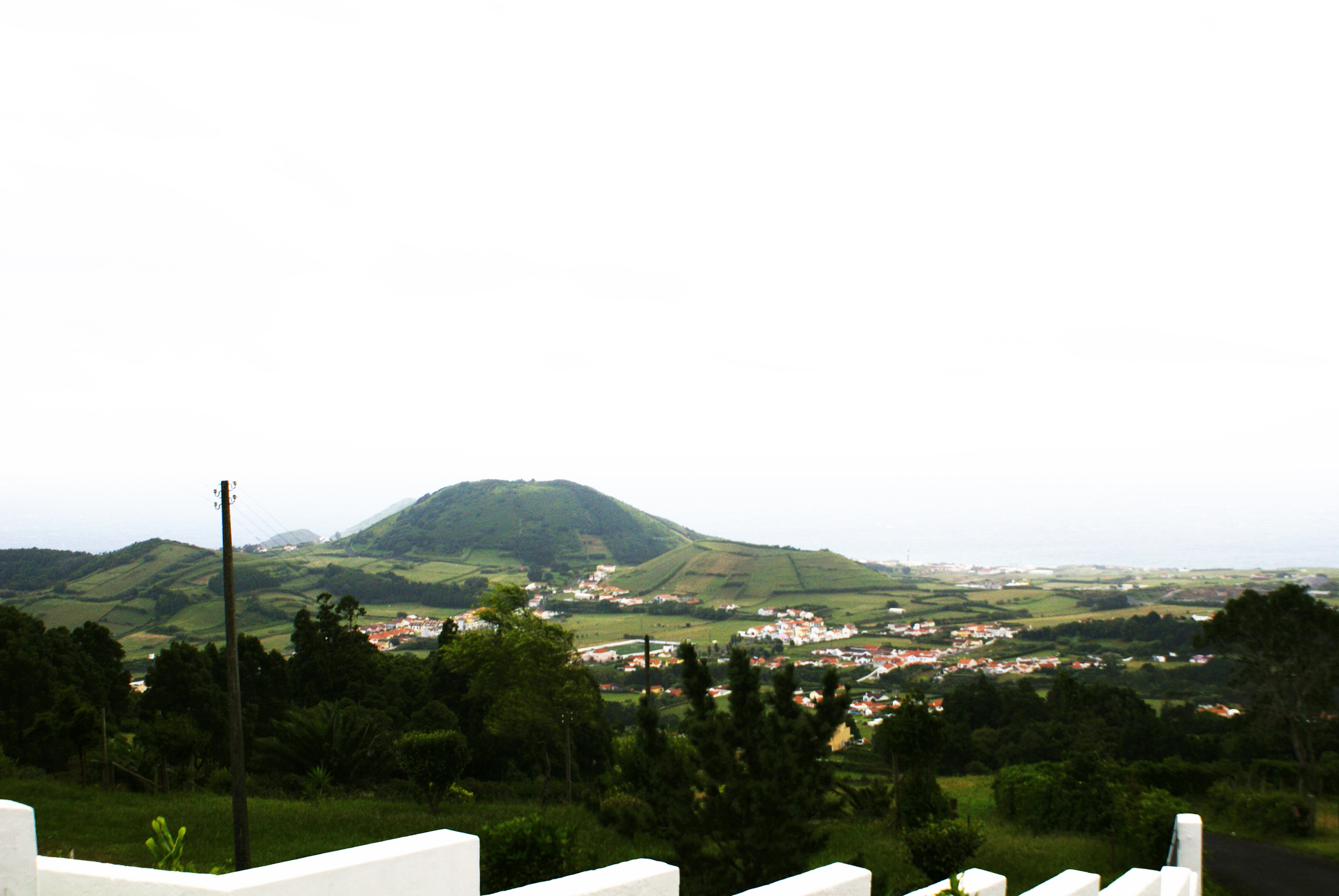
Miradouro dos Flamengos, Flamengos.

O Miradouro dos Flamengos é um miradouro português localizado no concelho da Horta, ilha do Faial, Arquipélago dos Açores.
Este miradouro que oferece uma magnifica vista sobre a localidade dos Flamengos, localiza-se próximo à Ermida de São João, curiosa construção abaluartada. 